# Jets de Lehigh Valley
Les Jets de Lehigh Valley (en anglais : Lehigh Valley Jets) étaient une équipe américaine de basket-ball, basée à Allentown en Pennsylvanie. L'équipe a existé entre 1957 et 1981, évoluant en Eastern Professional Basketball League (1957-1970), devenue Eastern Basketball Association (1970-1978) puis Continental Basketball Association (1978-1981).

## Historique
L'équipe a été fondée à Wilmington dans le Delaware, puis déménage en 1958 pour la Pennsylvanie. En 1979, la franchise décide de changer de nom pour essayer de toucher de nouveaux spectateurs. Cela ne l'empêchera pas de disparaître en 1981.

## Noms successifs
- 1957 - 1958 : Jets de Wilmington
- 1958 - 1979 : Jets d'Allentown
- 1979 - 1981 : Jets de Lehigh Valley

## Palmarès
- Vainqueur de la Eastern Professional Basketball League : 1962, 1963, 1965, 1968, 1970
- Vainqueur de la Eastern Basketball Association : 1972, 1975, 1976